# Vera Selby
Vera Selby MBE (* 13. März 1930 in Richmond, England; † 13. März 2023) war eine englische English-Billards- und Snookerspielerin. Sie gewann die Snookerweltmeisterschaft der Frauen zweimal und die English-Billiards-Weltmeisterschaft der Frauen insgesamt achtmal. Sie war nicht verwandt mit dem Snookerspieler Mark Selby.

## Karriere
Als Sechsjährige kam Selby das erste Mal mit Billard in Kontakt. Ihr Onkel hatte einen Tisch im Keller seines Hauses in Newcastle, dort saß sie oft und sah zu. Der ehemalige britische Amateurbilliards- und Snookerchampion Alf Nolan sah sie spielen, als sie 36 Jahre alt war, und trainierte sie fortan.
Zunächst spielte sie noch English Billiards und wurde in dieser Billarddisziplin ab 1970 insgesamt achtmal Weltmeisterin. Gleichzeitig fing sie aber auch mit dem Snookerspiel an und wurde 1976 die Gewinnerin der ersten Ausgabe einer Frauenweltmeisterschaft, damals noch unter dem Titel Women’s World Open, in Middlesbrough. Im Finale schlug sie Muriel Haseltine mit 4:0. Damit war sie in diesem Jahr Doppelweltmeisterin. Ihren zweiten Snooker-WM-Titel erspielte sie sich bei der dritten Ausgabe 1981, als sie im Finale die erst 19-jährige Mandy Fisher klar mit 3:0 schlug. Mit 51 Jahren war sie damit zu der Zeit die älteste Weltmeisterin im gesamten Sport.
Anfang der 1980er-Jahre hatte sie eine kurze Karriere als Snookerkommentatorin beim BBC-Fernsehen. Sie war qualifizierte Snookerschiedsrichterin und Schiedsrichterausbilderin auf oberster Ebene und arbeitete ehrenamtlich als Vorsitzende der North East Billiards and Snooker Association. 2014 erhielt sie als 84-Jährige, im Rahmen der Frauen-WM in Leeds, eine Auszeichnung für ihr Lebenswerk im Billardsport. Sie kommentierte diese für sie unerwartete Ehrung mit den Worten:

“I thought I was just going for a day out on the train. I told them that they’d obviously looked at my age, thought that I couldn’t be much longer for this world and that they’d better do something about it. It does occur, doesn’t it?”

„Ich dachte, ich würde nur einen Tagesausflug mit dem Zug machen. Ich habe zu ihnen gesagt, offenbar hätten sie mein Alter gesehen und gedacht, dass ich nicht mehr viel länger unter ihnen weilen würde und dass sie deshalb besser etwas tun sollten. Kommt doch vor, oder?“

2009 wurde Selby zum ersten weiblichen „Master“ in der 400-jährigen Geschichte der traditionellen Fellmongers’ Guild in Richmond ernannt.
2016 erhob sie die Queen für ihre Verdienste um den Billardsport zum Member of the Order of the British Empire (MBE). Prinz Charles persönlich steckte ihr die Medaille an. Sie erinnerte sich an ihr Gespräch mit dem Prinzen: „Ich fand es ganz lustig, weil ich für diesen Anlass gut gekleidet war und er sagte: ‚Sie sehen nicht aus wie eine Snookerspielerin!‘, woraufhin ich antwortete: ‚Wir sind nicht alle männliche Machotypen!‘“
Auch im Alter von 85 Jahren spielte und schiedsrichterte sie immer noch regelmäßig und war Coach von fünf Männervereinen.

## Privates
Geboren wurde sie in Richmond (North Yorkshire), wo ihr Vater das Schuhgeschäft von „Freeman, Hardy and Willis“ leitete. Sie studierte Kunst und Design an der Leeds University, bevor sie Dozentin für Kunst-, Textil- und Kleidungsdesign am ehemaligen Newcastle Polytechnic wurde. Mit 53 Jahren ging sie in den vorzeitigen Ruhestand. Selby starb am 13. März 2023 an ihrem 93. Geburtstag.

## Sonstiges
Selby setzte sich zeitlebens für die Gleichberechtigung der Frauen ein und konnte dort für sie kleine persönliche Erfolge erzielen. So begab sich in den Anfangszeiten der Gleichberechtigung mal die Situation, dass sie, in Begleitung ihres Partners Ray Lennox, beim Besuch des Halbfinales der North-East Championships, vom Türsteher mit den Worten: Kein Zutritt für Frauen abgewiesen wurde. Nach ihrem lautstarken Protest sagte er, er müsse jemanden vom Komitee holen. Selby hielt dies in einem ihrer Gedichte mit den Worten fest:

„They took it to the secretary,

His voice could not be clearer;

No women are allowed in here

We only let in Vera.“

„Sie legten’s vor dem Sekretär,

sein Spruch konnt’ sein nicht klarer;

Frauen sind hier nicht erlaubt,

herein darf nur die Vera.“

Sie war die erste Frau, die in der Lage war, Schwarz oder jede andere beliebige Farbe zu lochen. Dies kommentierte, so wurde es bezeugt, ein männlicher Zuschauer inmitten der üppigen Umgebung des Snooker-Palastes von Nairobi mit den Worten:

„Good God, it’s the end of Empire!“

„Guter Gott, dies ist das Ende des (britischen) Empires!“

## Erfolge
- Snookerweltmeisterschaft der Frauen (World Open):  1976, 1981
- English-Billiards-Weltmeisterschaft der Frauen:  1970, 1971, 1972, 1973, 1974, 1976, 1977, 1978[3]
- British Championship: 5 ×